# Szilágyi János György
Szilágyi János György (Budapest, 1918. július 16. – Budapest, 2016. január 7.) Kossuth-díjas magyar ókorkutató, művészettörténész, főmuzeológus, a történettudomány akadémiai doktora, az ELTE BTK Történeti Intézet egykori címzetes egyetemi tanára.

## Életútja

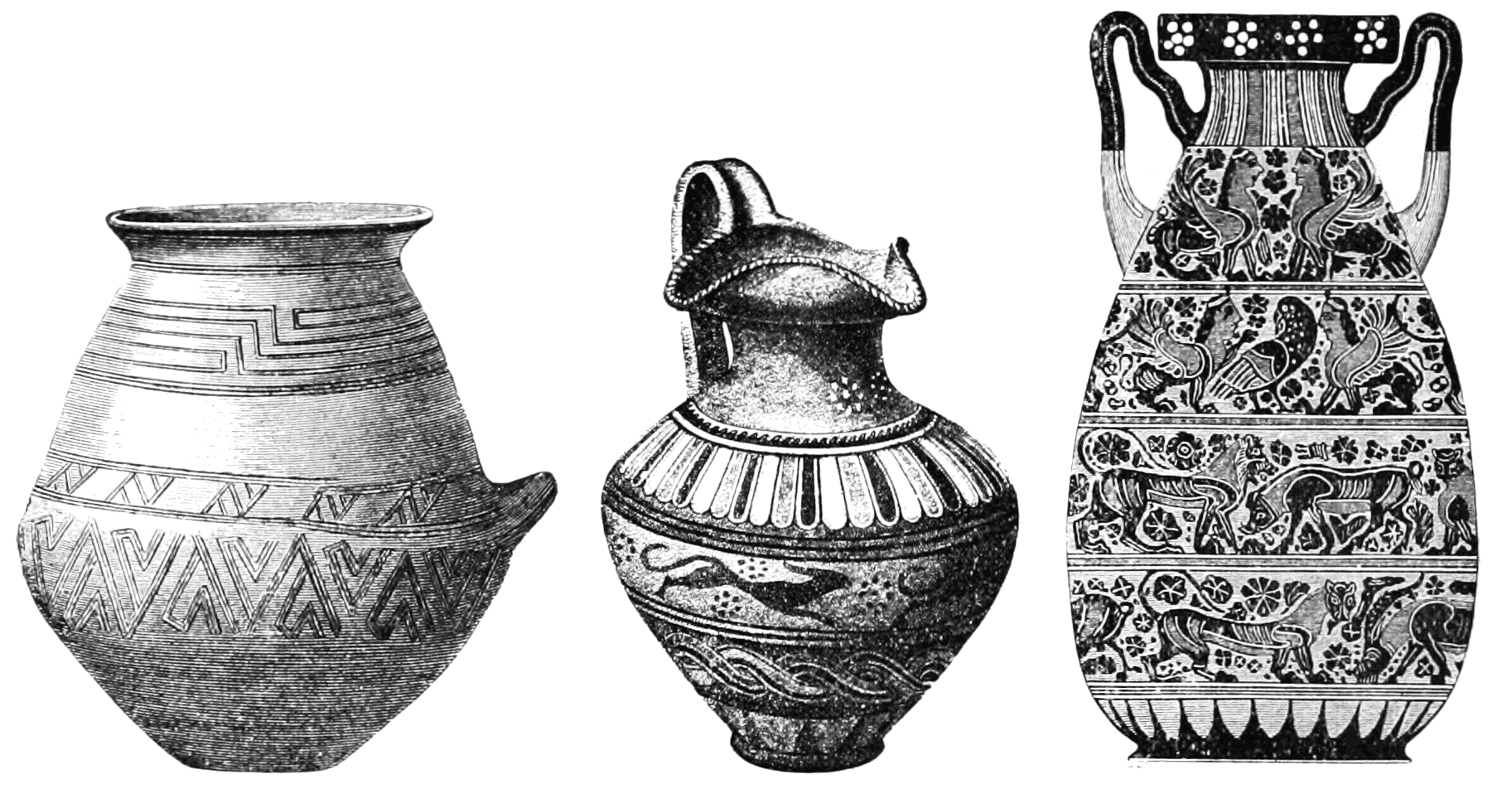
Etruszk vázák

Felsőfokú tanulmányokat a budapesti tudományegyetemen végzett, Kerényi Károly, Alföldi András tanítványa és Devecseri Gábor évfolyamtársa volt. Munkahelye a Szépművészeti Múzeum Antik Gyűjteménye lett, amelynek 1951-től 1992-ig vezetője, majd pedig főmuzeológusa. Az Eötvös Loránd Tudományegyetemen is tanított mint címzetes egyetemi tanár. Komoly érdemei vannak az Antik Gyűjtemény szervezésében, a nemzetközi szakmai kapcsolatok kiépítésében és az ókori civilizáció, kultúra, irodalom és művészet kutatásában és megismertetésében.

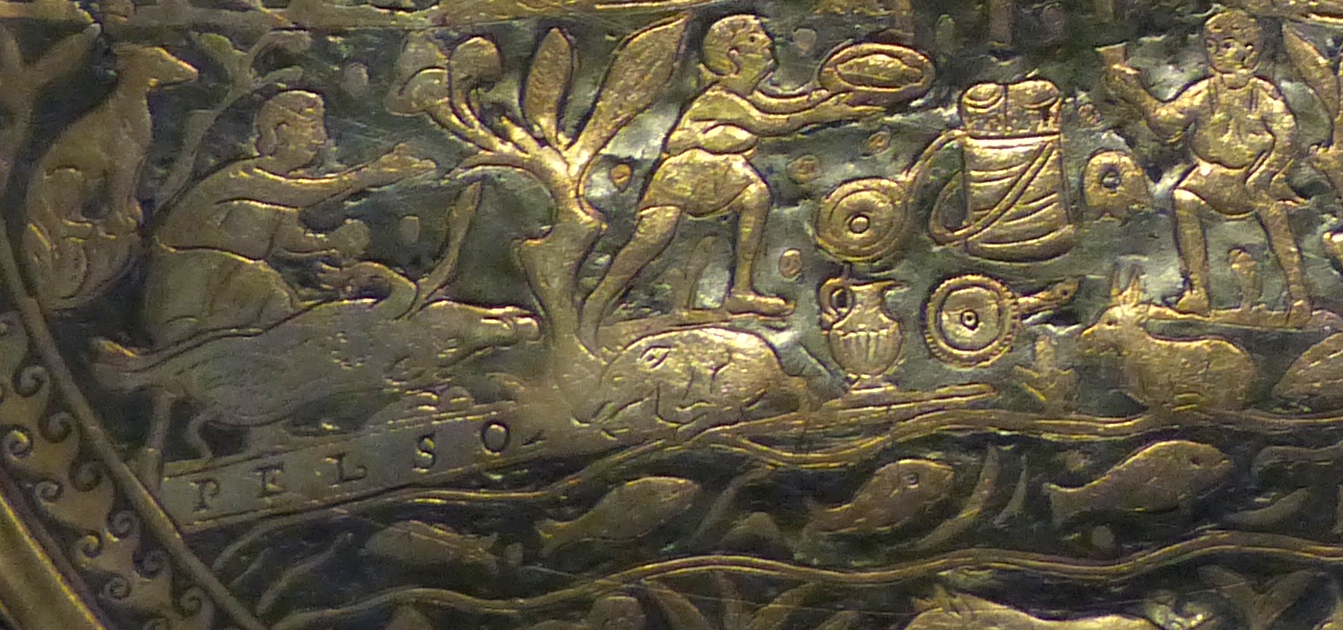
A Seuso-kincs »PELSO« felirata a vadásztálon

Kutatási területe kiterjedt az ókori görög és római irodalomra, az antik művészettörténetre, a vallástörténetre és az etruszk kultúrára, az etruszk-korinthoszi vázafestészetnek a világon található teljes anyagát feltárta és közreadta Etruszko-korinthosi vázafestészet c. könyvében. 1952-től a művészettörténeti tudomány kandidátusa, 1973-tól a történettudomány MTA doktora.
1984-ben a Seuso-kincs felbukkanásakor a Getty múzeum vendégeként feltűnt neki az egyik ezüst tálon a "Pelso" – felirat, ami a Balaton latin neve, felhívta az ottani szakemberek figyelmét, hogy a felirat ellentmond a kincs állítólagos libanoni származásának és valószínűleg a pannóniai eredetet igazolja.
A Magyar Ókortudományi Társaság főtitkára volt másfél évtizeden át és szerkesztette a Bulletin du Musée Hongrois des Beaux-Arts-ot. 500-nál több tudományos közleménye, kötete, kötetbe írt fejezete, bevezetője, előszava, utószava jelent meg, nemzetközi érdeklődésre számot tartó tudományos közleményeit és köteteit német, angol, francia nyelven is közzétette. A Német Régészeti Intézet és a firenzei Istituto di Studi Etruschi tagja volt.
2015 végéig folytatta tudományos kutatásait. 2016 elején hunyt el 98. életévében.

## Kötetei (válogatás)[7]
- Atellana : tanulmányok az antik színjátszásról. Budapest : Tipográfiai Műintézet, 1941. 76 p. 1 t.
- Két váza a Micali-festő műhelyéből. Budapest : Szerző, 1950. Budapest : Egyetemi Ny. 7 p.
- Sophoklés összes drámái / ford. Babits Mihály [et al.] ; szerk. Szilágyi János György, Trencsényi-Waldapfel Imre. Budapest : Franklin, 1950 Budapest : Szikra Nyomda. 446 p. 1 t. (Újból közreadva 1959).
- Görög művészet. Budapest : Akadémiai Kiadó, 1954. 112 p.
- A görögséggel való érintkezés nyomai Magyarországon az archaikus korban. Budapest : Akadémiai Kiadó, 1955. Budapest. p. 45-52.
- Homérosz: Iliász ; ford., [bev. és jegyz. ell.] Devecseri Gábor ; [a vázaképeket vál. és magy. Szilágyi János György]. Budapest : Európa, 1957. XXXVIII, 433 p., 25 t.
- A hellénisztikus kor görög szobrászatának problémái : [M. Bieber: The sculpture of the Hellenistic Age, Reinhard Lullies: Die kauernde Aphrodite stb.] Budapest : Akad. Kiadó, 1958. p. 265-278.
- Etruszk művészet. Budapest : Gondolat : Képzőművészeti Alap, 1959. 52 p.
- A görög kultúra aranykora : Periklés százada. Ritoók Zsigmonddal, Sarkady Jánossal. Budapest : Gondolat, 1968. 746 p., 36 t. (újbóli kiadás 1969).
- Publius Ovidius Naso: Átváltozások / ford. Devecseri Gábor ; utószó Szilágyi János György ; jegyz. Szepessy Tibor. Budapest : Magyar Helikon : Európa, 1975. Gyoma : Kner Nyomda. 540 p.
- Vallástörténeti tanulmányok / Trencsényi-Waldapfel Imre ; [sajtó alá rend. Szilágyi János György].	Budapest : Akadémiai Kiadó, 1981. 544 p., XXIX t. ill. (2. kiad. 1983).
- Monumenta antiquitatis extra fines Hungariae reperta quae in Museo Artium Hungarico aliisque museis et collectionibus Hungaricis conservantur[8] / red. J. Gy. Szilágyi. Roma : L'Erma di Bretschneider, 1993.
- Szirénzene : ókortudományi tanulmányok. Budapest : Osiris, 2005. 524 p. ill.
- Voces paginarum : magyar ókortudomány a huszadik században / szerk. Szilágyi János György. Budapest : Osiris, 2008. 648 p. : ill.

## Díjak, elismerések
- Ábel Jenő-emlékérem
- Rómer Flóris-emlékérem (1977)
- Móra Ferenc-emlékérem (1979)
- Kossuth-díj (1991)
- Eötvös József-koszorú (1996)

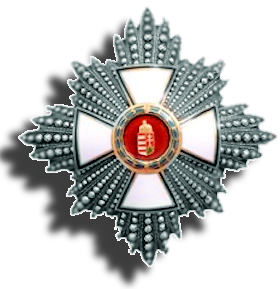
Magyar Köztársasági Érdemrend középkeresztje a csillaggal (polgári)

- Soros-alapítvány díja (1998, 2000)
- A Magyar Köztársasági Érdemrend középkeresztje a csillaggal (2011)